# Luigi Durand de la Penne
El marquès Luigi Durand de la Penne (Gènova, 11 de febrer de 1914 - Gènova, 17 de gener de 1992) fou un almirall i polític italià.
Va servir com a bus de la Regia Marina durant la Segona Guerra Mundial, sent condecorat amb la medalla d'or al valor militar.

## Biografia
Fill del marquès Renzo, capità de fragata de la Regia Marina i director de Lloyd Sabaudo, i de Giulia dels marquesos Morcaldi, tenia dret als títols de marquès i senyor de La Penne i Chaudol. Va obtenir el diploma de capità marítim a l'Institut Tècnic de Transport Nàutic i Logística San Giorgio. L'octubre de 1934 es va matricular a l'Acadèmia Naval de Livorno, assistint al curs d'oficial de reserva, després del qual, amb el grau de guardiamarina, s'embarca al Fulmine, un destructor de la classe Folgore.
El 1935 es va unir a la 1a Flotilla MAS de La Spezia i es va mantenir en servei a causa de la guerra d'Etiòpia. El 1938 fou ascendit a sotstinent de vaixell.

### Segona Guerra Mundial

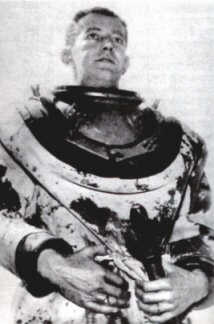
Luigi Durand de la Penne amb un vestit de bus.

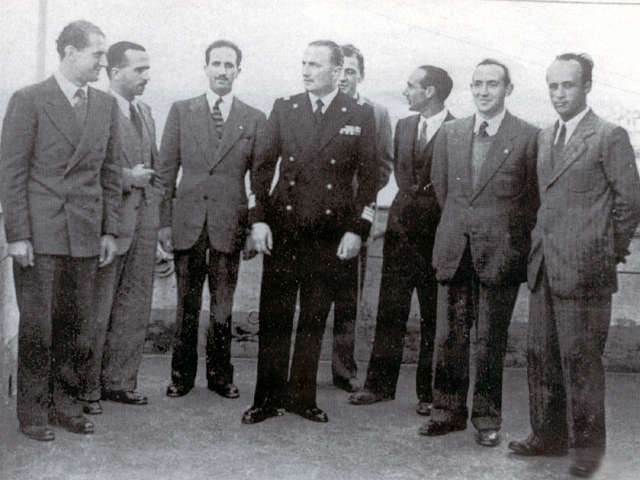
Els components de la 1a Flotilla MAS l'any 1939: el primer a l'esquerra és el sotstinent Durand de la Penne

Durant la Segona Guerra Mundial participà en múltiples missions amb les MAS a la mediterrània.
Va passar a operar amb el grup d'embarcacions d'assalt, va ser embarcat al submarí Iride l'agost de 1940 i va participar activament en el primer enviament d'embarcacions d'assalt contra la base britànica d'Alexandria. La data de l'atac s'havia fixat per al 26 d'agost, però el submarí, que va salpar des de la base de La Spezia el 22 d'agost, va ser localitzat ancorat al golf de Bomba per un explorador anglès, i poques hores després va ser atacat. i atropellat per tres torpediners britànics.
En aquesta ocasió Durand de la Penne va aconseguir rescatar un mariner de la tripulació del submarí, que va quedar atrapat a l'embarcació. Pel seu comportament Durand de la Penne va ser passat a SPE (Servei Permanent Eficaç).
L'octubre de 1940 fou ascendit a tinent de vaixell. Va participar en la missió de Gibraltar (30 d'octubre de 1940) i en l'atac a la base britànica d'Alexandria a Egipte .

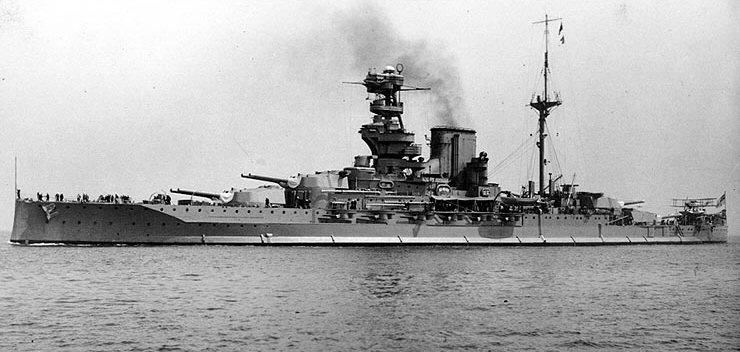
El cuirassat HMS Valiant

Com a comandant de l'equip d'assalt format pels torpedes lent 221, 222 i 223, dirigits respectivament pel mateix Durand de la Penne i per Vincenzo Martellotta i Antonio Marceglia, amb l'ajuda dels caporals bussejadors Emilio Bianchi i Mario Marino i del sotscaporal Spartaco Schergat, va aconseguir enfonsar el cuirassat britànic Valiant la matinada del 19 de desembre de 1941. El submarí Scirè, després de navegar per una zona presumptament minada, va arribar davant del port d'Alexandria a Egipte "a 1,3 milles nàutiques, per 356° des del far del moll oest del port comercial d'Alexandria, a 15 metres de profunditat." i des d'allí va deixar sortir la flotilla de submarins que havien d'atacar els vaixells anglesos ancorats al port. Antonio Marceglia i Spartaco Schergat van enfonsar el cuirassat Queen Elizabeth, Vincenzo Martellotta i Mario Marino van enfonsar el petroler Sagona i van danyar el destructor Jervis. El Valiant i el Queen Elizabeth, gràcies a les baixes aigües del port, no es van enfonsar del tot i després de llargues reparacions es van recuperar i tornar a posar en servei.
Durand de la Penne, no sense dificultats per superar les obstruccions del port, va col·locar sol la càrrega explosiva sota la proa del Valiant a causa de la malaltia que havia afectat Emilio Bianchi ; tanmateix, després d'haver pujat a la superfície esgotat per l'esforç, va ser descobert i capturat. Portat a bord juntament amb Emilio Bianchi, segon operador del seu vehicle, va ser tancat en una habitació adjacent al dipòsit de municions. Va quedar-hi fins i tot després d'haver informat, per tal de posar la tripulació fora de perill, el comandant de la unitat anglesa, el capità del vaixell Charles Morgan, de la imminència de l'explosió de la càrrega.
Després d'haver escapat de l'explosió que va enfonsar el vaixell, va ser fet presoner a Gran Bretanya. Després de l'armistici del 8 de setembre de 1943 es repatrià i participà en la guerra d'alliberament al Grup de Vehicles d'Assalt del Mariassalto. El març de 1945, a invitació del lloctinent del regne Umberto de Savoia que presidia la cerimònia, va ser condecorat a Tàrent amb la medalla d'or al valor militar i promogut per mèrits bèl·lics; la condecoració li va ser entregada per Sir Charles Morgan, que el 1941 comandava el Valiant i que, mentrestant, havia esdevingut almirall.

### Carrera política
El 1950 va ser ascendit a capità de fragata, el 1954 a capità de vaixell, l'octubre de 1956 va ser agregat naval al Brasil. El juny de 1956, al final de la segona legislatura, va ser elegit a la Cambra dels Diputats a la circumscripció de Gènova, a la llista de la DC. Va ser posat en excedència i inscrit al Quadre d'Honor, on va ascendir al grau d'almirall d'esquadra. Va ser reelegit amb el PLI a les III, IV, V i VI legislatures, sense interrupció del 1958 al 1976.
A la II i III legislatures va ser membre de la Comissió de Transports (de l'1 de juliol de 1956 a l'11 de juny de 1958 i del 12 de juny de 1958 al 30 de juny de 1961).
A la II, III, IV i V legislatures va ser membre de la Comissió de Defensa (de l'1 de juliol de 1957 a l'11 de juny de 1958,
del 12 de juny de 1958 al 15 de maig de 1963, de l'1 de juliol de 1963 al 4 de juny de 1968 i del 10 de juliol de 1968 al 24 de maig de 1972).
Del 30 de juny de 1972 al 7 de juliol de 1973
va ser subsecretari d'Estat per a la Marina Mercant del II Govern Andreotti .

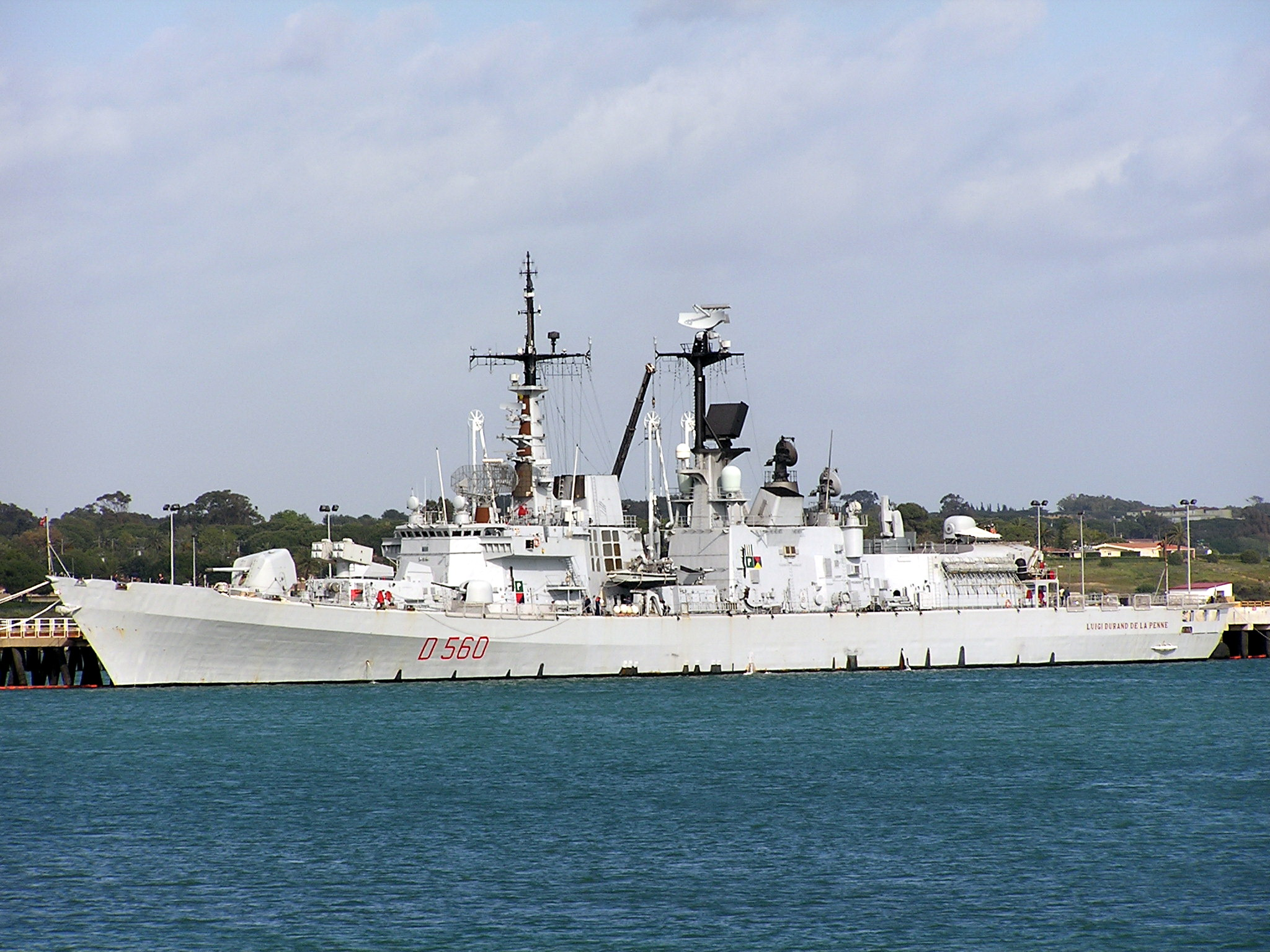
El destructor Luigi Durand de la Penne